# Гидроциклон

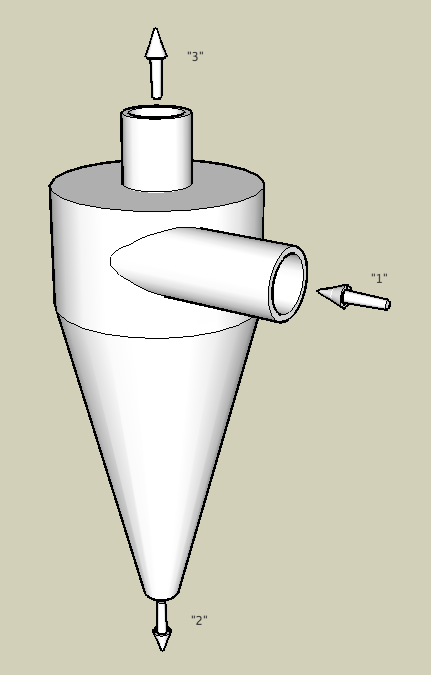
Принципиальная схема гидроциклонирования:
«1» — введение в аппарат суспензии;
«2» — выход твёрдой фазы;
«3» — выход осветлённой жидкости.

Гидроцикло́н — (от др.-греч. ὕδωρ — вода и κυκλῶν — вращающийся) (центробежный сепаратор) аппарат, предназначенный для обесшламливания, сгущения шламов и продуктов флотации, осветления оборотных вод, классификации рудной пульпы в стадиях тонкого измельчения в замкнутом цикле с шаровыми мельницами и обогащения тонких фракций угля и руд в водной среде и тяжелых суспензиях в центробежном поле, создаваемом в результате вращения пульпы.
Принцип действия гидроциклонов основан на сепарации частиц твёрдой фазы во вращающемся потоке жидкости. Величина скорости сепарирования частицы в центробежном поле гидроциклона может превышать скорость осаждения эквивалентных частиц в поле гравитации в сотни раз. В последнее время все чаще в технологии обогащения применяют кластер гидроциклонов, что позволяет существенно повысить производительность по потоку, при сохранении тонкости классификации, а также снизить давление пульпы в питании кластера и соответственно уменьшить потребляемую мощность питающих пульповых насосов.

## Основные преимущества гидроциклонов
К основным преимуществам гидроциклонов можно отнести:
- высокую удельную производительность по обрабатываемой суспензии;
- сравнительно низкие расходы на строительство и эксплуатацию установок;
- отсутствие вращающихся механизмов, предназначенных для генерирования центробежной силы; центробежное поле создается за счет тангенциального ввода сточной воды;
- возможность создания компактных автоматизированных установок.

предназначены для классификации пульп вихревом потоке

## Характеристики гидроциклонов
- диаметр цилиндрической части — до 2000 мм
- угол конуса — от 5° до 180°, в основном применяются с 20°
- эквивалентный диаметр питающего отверстия — до 420 мм
- диаметр сливового отверстия — до 520 мм
- диаметр пескового отверстия — до 500 мм
- давление на воде — до 4,5 кг/см²
- крупность слива — до 300 мкм
- габаритные размеры: длина — до 3400 мм, ширина — до 3500 мм, высота — до 8500мм
- производительность — до 2100 м³/час
- масса — до 11 500 кг

## Применение гидроциклонов
- разделение по крупности в водной среде измельченных руд и других материалов в процессе классификации
- обогащение мелко- и среднезернистых руд в тяжелых суспензиях
- обезвоживание продуктов обогащения рудных и других полезных ископаемых
- дешламация продуктов обогащения рудных и других полезных ископаемых

## Рабочие инструменты гидроциклонов
- цилиндрично — конический сосуд
- питающая насадка
- песковая насадка
- сливной патрубок
- сливная труба

## Классификация гидроциклонов
- цилиндроконические гидроциклоны
- батарейные гидроциклоны

## Батарейные гидроциклоны
Батарейные гидроциклоны применяются при обогащении руд полезных ископаемых для классификации в водной среде по крупности тонкодисперсных твердых материалов в центробежном поле, создаваемом в результате вращения пульпы. Исходная пульпа подается в гидроциклон под давлением через питающую насадку, установленную тангенциально, непосредственно под крышкой корпуса. Пески разгружаются через нижнюю песковую насадку; слив проходит через внутренний сливной патрубок, расположенный в центре крышки, и далее выводится по сливной трубе.

### Применение
Применение гидроциклонов в металлургическом производстве позволяет значительно снизить энергозатраты и уменьшить износ мельниц за счет снижения процесса переизмельчения частиц руды.
Батарейные гидроциклоны нашли практическое применение в угольной промышленности и нефтедобычи, в пищевой, целлюлозно-бумажной отраслях, в системах водоподготовки. Они используются во многих технологических циклах, в качестве сгустителей, осветлителей, классификаторов. Замена существующих классификаторов на гидроциклонные установки в условиях действующего производства, позволяет высвободить до 50 % производственных площадей участков классификации.

### Особенности оборудования
- Двухуровневая система защиты от засорения
- Возможность эксплуатации установок за счет гидростатического напора, без использования центробежных насосов и дополнительных ёмкостей
- Малые габариты и вес, позволяющие разместить необходимое количество аппаратов на существующих производственных площадях
- Использование полиуретанов при изготовлении быстроизнашиваемых частей позволяет увеличить срок службы песковых насадок до двух с половиной лет, корпусов и сливных насадок — до четырех-пяти лет, что существенно сокращает затраты на ремонт и обслуживание
- Технологическая схема подключения, конструкция и режим работы рассчитываются индивидуально.

### Преимущества
- Стойкость материалов, применяемых для изготовления аппаратов, позволяет увеличить ресурс оборудования в 5-9 раз по сравнению с гидроциклонами, выполненными из износоустойчивого чугуна
- Устойчивая работа гидроциклонов в широком диапазоне изменения входных параметров позволяет максимально упростить алгоритм автоматизированного управления
- К каждому аппарату прилагается блок-схема управления процессом, которая позволяет составить программу контроля, адаптированную под уже существующую информационно-управляющую систему технологическим процессом.